# Jéroboam sacrifiant aux idoles
 Jeroboam sacrifiant aux idoles est une peinture d'histoire sacrée réalisée par Jean Honoré Fragonard en 1752 est pour laquelle il remporta le 26 août le Grand prix de Peinture de l'Académie royale, ce qui lui ouvre les portes pour effectuer en 1756 son Grand Tour en Italie et s'installer à l'Académie de France à Rome en compagnie de son ami Hubert Robert (un autre peintre ayant remporté le prix de Rome) et l'architecte Victor Louis.
L'huile sur toile représente un sujet biblique tiré du Livres des Rois (12: 26-30 et 13: 1-5). Fragonard montre dans cette toile qu'il maîtrise tous les codes du grand tableau d'histoire : éléments architecturaux et composition du tableau (cercle de personnages aux vêtements clairs qui s'inscrit dans le développement solennel d'une architecture antique), gradation des détails et effets de contraste dans les jeux vaporeux d'atmosphère, dramaturgie avec des ombres puissantes qui pèsent sur les personnages.